# Грудка-Лиховид Марія
Марія Грудка-Лиховид (псевдо: «Іра», «Калина»; 25 серпня 1922 р.; Радехів — † 13 грудня 1944, Розжалів) — друкарка окружної референтури Служби безпеки ОУН(р) Сокальщини.

## Життєпис
Народилася 25 серпня 1922 року в м. Радехів (Львівська область).
В кін. 1930-х рр. вступила в Організацію українських націоналістів (р).
З 1939 по 1941 рр. за дорученням СБ ОУН працювала секретаркою Радехівського райвиконкому КПРС, де займалася розвідувальною діяльністю.
В 1944 р. пішла в підпілля. Була друкаркою окружної референтури Служби безпеки ОУН Сокальщини.

## Смерть
13 грудня 1944 р. під час облави військами НКВС в селі Розжалів (Радехівський р-н, Львівська обл.) в одній із криївок разом зі соратниками покінчила життя самогубством аби не потрапити живою в руки ворога.